# Дизайн новин
Дизайн новин — це процес розміщення матеріалу на газетній сторінці відповідно до редакційних і графічних орієнтирів і цілей. Основні редакційні цілі включають упорядкування новин за ступенем важливості, тоді як графічні міркування включають читабельність і збалансоване, ненав’язливе включення реклами.

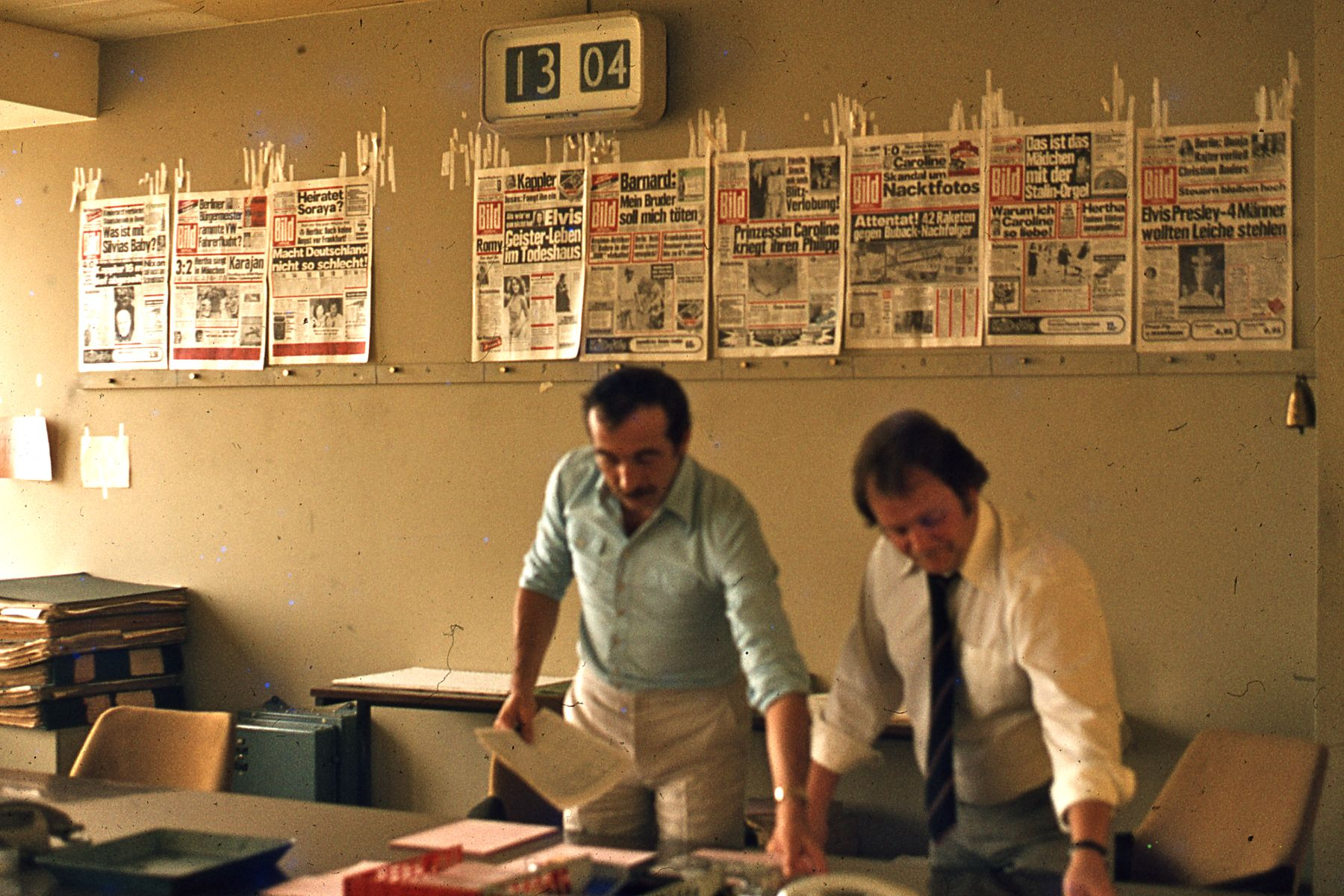
Редактори працюють над випуском Bild, 1977 рік у Західному Берліні. Попередні титульні сторінки прикріплені до стіни за ними.

Дизайн новин включає принципи графічного дизайну та викладається як частина журналістської підготовки в школах і коледжах. Терміни, що перекриваються та споріднені, включають макет, оформлення (раніше вклеювання) і розбиття на сторінки.
Епоха сучасних газет починається в середині дев’ятнадцятого століття, з промисловою революцією та збільшенням можливостей для друку та розповсюдження. З часом удосконалення технології друку, графічного дизайну та редакційних стандартів призвели до змін і покращень у зовнішньому вигляді та читабельності газет. Газети дев’ятнадцятого століття часто були щільно наповнені шрифтами, часто розташовані вертикально, з кількома заголовками для кожної статті. Ряд тих самих технологічних обмежень зберігався до появи цифрового набору та розбиття сторінок наприкінці 20 століття.

## Процес
Дизайнери зазвичай використовують програмне забезпечення для настільних видавництв, щоб безпосередньо розташувати елементи на сторінках. У минулому, до цифрової додрукарської підготовки до сторінки, дизайнери використовували точні "макети макетів", щоб керувати точним розташуванням елементів для кожної сторінки.

Значна частина відмінностей і неузгодженості ранніх газет була тому, що виправлення в останню хвилину вносилися виключно верстальниками. У процесі фотографічного друку набір поступився місцем наклеюванню, за допомогою якого машини (фотонабірні машини) друкували колонки шрифту на плівці з високою роздільною здатністю для наклеювання на остаточні відбитки фотографій. Ці відбитки, у свою чергу, були «зняті на негатив» великоформатною фотокамерою — безпосередньо на фотопластинки зі сталевою емульсією.
Хоча наклейка поклала кінець громіздкому верстку, це все одно вимагало спланованих макетів і встановленої ширини стовпців. Фотопластинки (все ще) обертаються на друкарських барабанах для безпосереднього нанесення чорнила на газетний папір. У середині 1990-х років процес наклеювання поступився місцем процесу прямого розміщення на пластині, коли файли з комп’ютерною розбивкою на сторінки оптично передавалися безпосередньо на фотопластинку. Заміна кількох проміжних етапів у виробництві газети прямим розбиттям сторінок на табличку забезпечила набагато більшу гнучкість і точність, ніж раніше. Сьогодні дизайнери все ще використовують макети сітки стовпців лише за допомогою програмного забезпечення для макетування, наприклад Adobe InDesign або Quark.

## Відомі дизайнери
Джон Е. Аллен був першим, хто писав про дизайн американської преси, а за ним у був професор журналістики Едмунд Арнольд, якого іноді називають батьком «сучасного» дизайну газет, і журналіст Гарольд. Пізніше в столітті Еванс відіграв ключову роль у дизайні британських новин. 

## Дивіться також
- Товариство дизайну новин
- Підпис до фотографії
- Макет сторінки